# Rondania rubens
Rondania rubens là một loài ruồi trong họ Tachinidae.